# Зарічне (Краснознаменський район)
Зарічне (рос. Заречное) — селище Краснознаменського району, Калінінградської області Росії. Входить до складу Краснознаменського міського округу.
Населення — 288 осіб (2015 рік).

## Населення
| 2002 | 2010 |
| ---- | ---- |
| 277  | ↗288 |